# Pierre de Cessac
Pierre Rebière, comte de Cessac, né à Guéret le 15 août 1821 et mort à Guéret le 10 mai 1889, est un archéologue français du XIXe siècle. Il fut président de la Société des sciences naturelles et archéologiques de la Creuse (SSNAC) de 1859 à sa mort.

## Biographie
Il est l'auteur de très nombreux articles de géologie, d'archéologie et d'histoire, publiés dans les Mémoires de la SSNAC et autres revues de sociétés savantes. 
Selon Georges Janicaud, qui fut l'un de ses successeurs à la présidence de la SSNAC, « c'est Pierre de Cessac qui créa vraiment la préhistoire creusoise ».

## Famille
Le 4 juin 1859, il épouse à l'église Saint-Philippe-du-Roule Marie Louise Valentine de Maistre, fille de la compositrice Henriette de Sainte-Marie, baronne de Maistre. Le couple a deux fils : Jean, né en 1860, deviendra archiviste et Joseph, né le 9 juillet 1862, meurt le jour même, et sa mère quatre jours après,.